# راين نيكار أرينا
راين نيكار أرينا (بالألمانية: Rhein-Neckar-Arena) أو بريزيرو أرينا لأسباب الرعاية (بالألمانية: PreZero Arena) هو ملعب كرة قدم متعدد الاستخدامات يقع في مدينة سينسهايم بولاية بادن-فورتمبرغ في ألمانيا، تم افتتاح الملعب 24 يناير 2009 ويخوض فيه نادي هوفنهايم مبارياته في الدوري الألماني.

## معرض صور

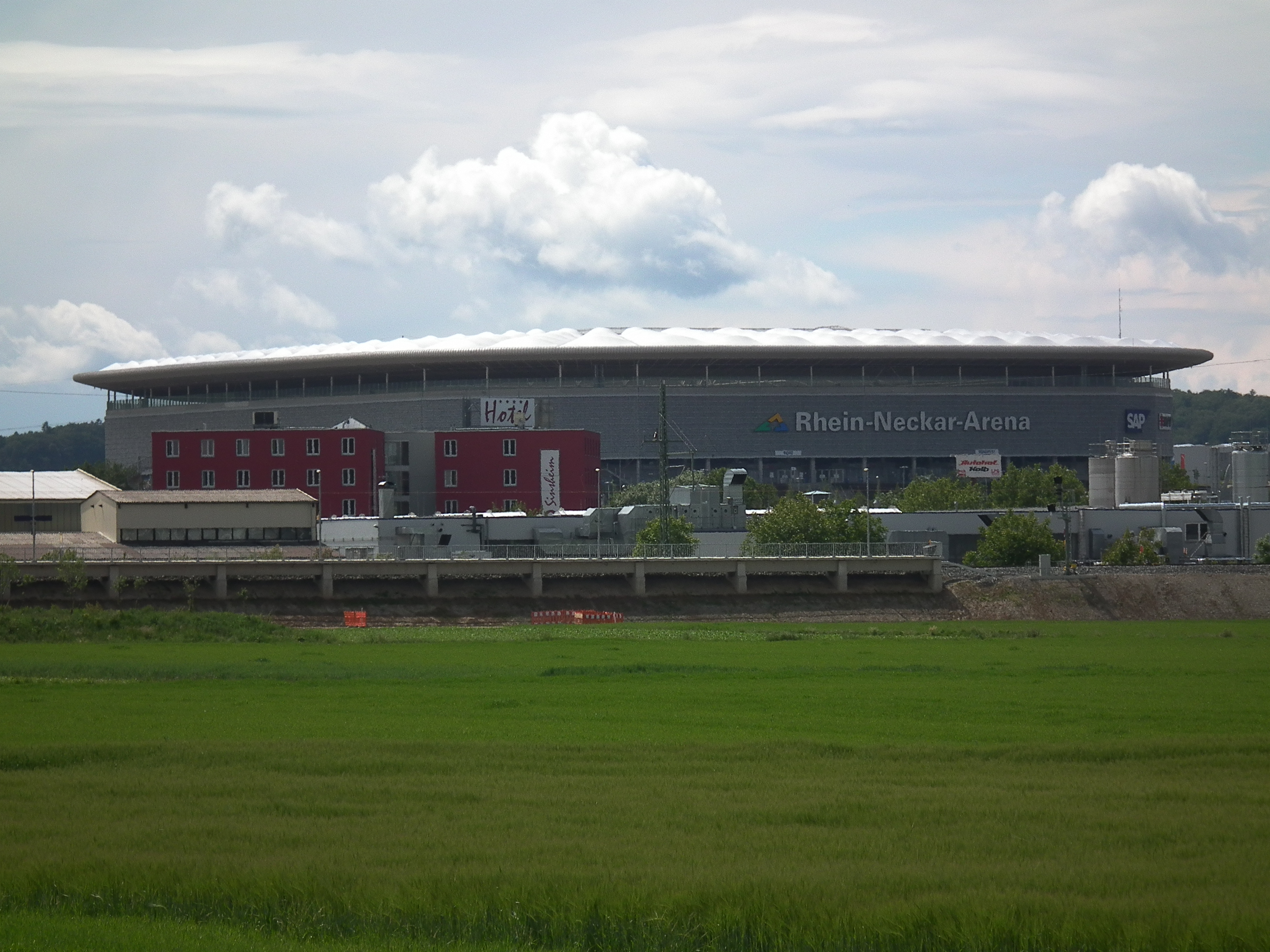
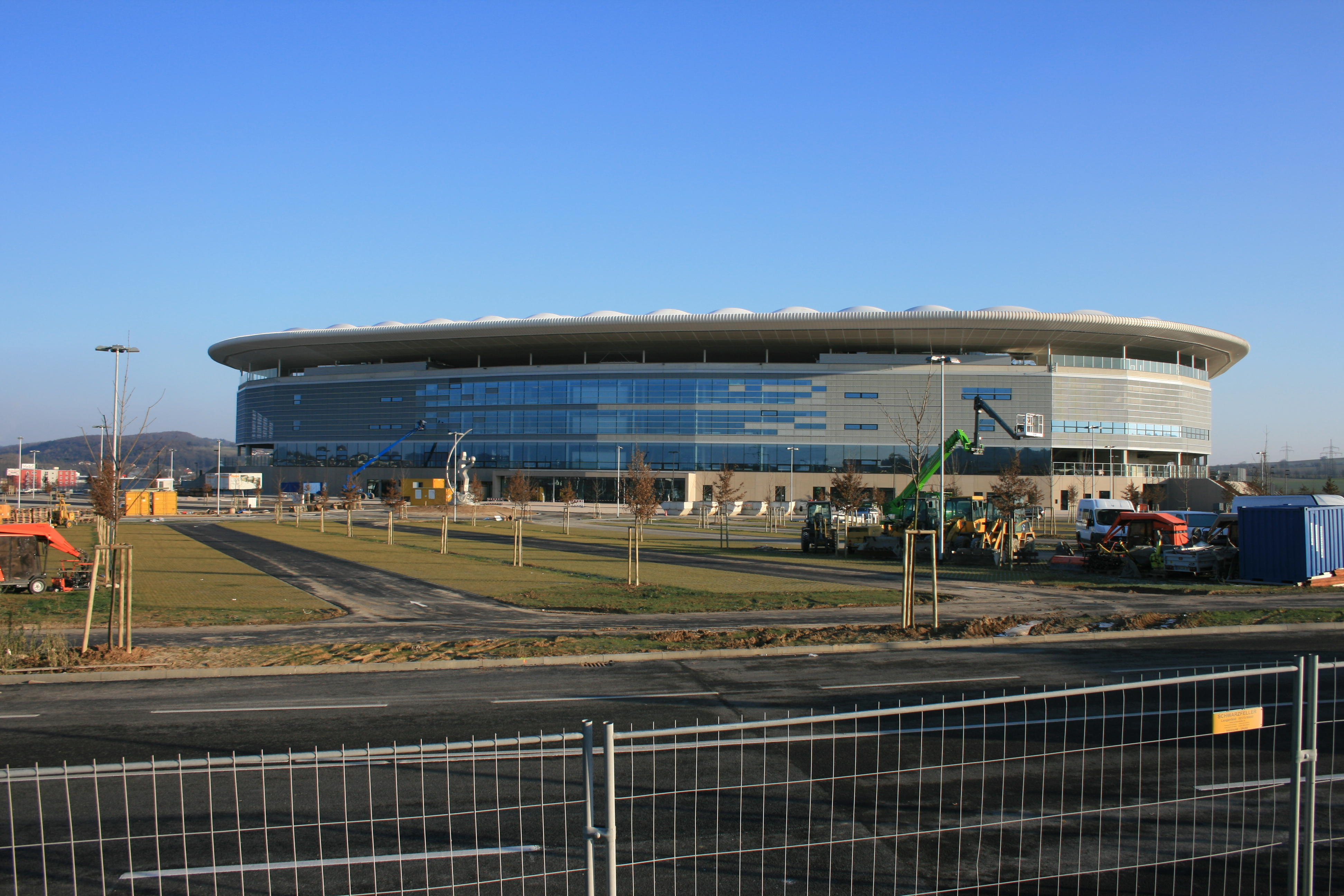
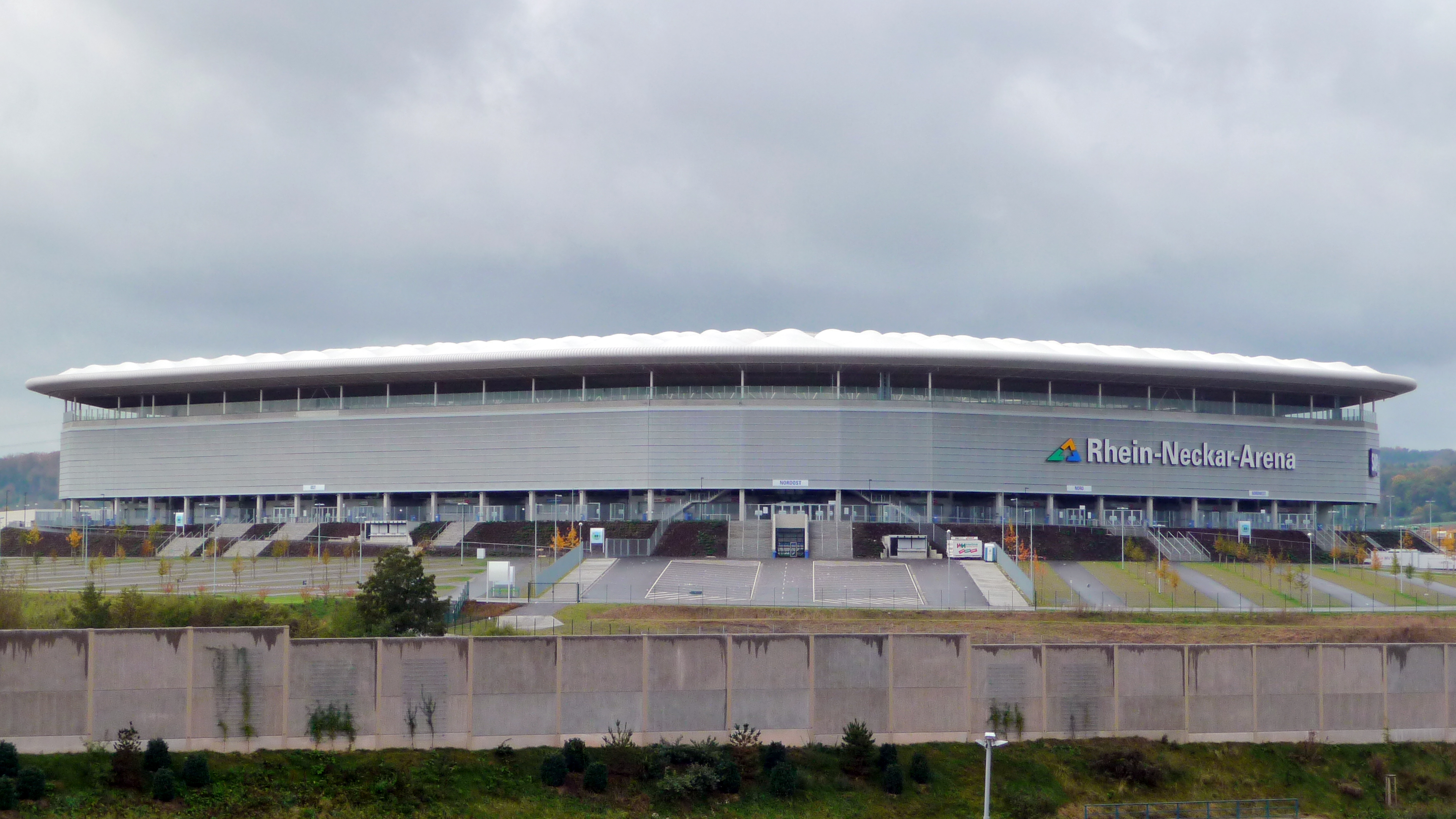